# 機上不活性ガス生成装置
機上不活性ガス生成装置（On Board Inert Gas Generating System、略称：OBIGGS、オビグス）は、航空機の燃料タンクにおける火災・爆発を防止する為の装置である。

## 概要
燃料タンク内の空間部分には気化した燃料と酸素(空気)の混合気が充満しているため、
タンク内に静電気等の発火源が生じると、気化した燃料が燃焼して火災・爆発につながる。航空機のエンジン抽気から、不活性ガスである窒素ガスを分離・濃縮して燃料タンク内に供給することで、酸素濃度を低下させ、燃焼を防止するのが本装置である。
利点として、燃料タンク内の金属製ハニカム構造やポリウレタン充填が不要となり、重量の軽減や燃料搭載量の増加が見込める。
また、エンジンの稼働中は常時ガス供給可能となる他、地上整備における不活性ガス充填整備が不要になる。
1982年の量産開始以降、主に軍用機に搭載されている。

## 搭載機種
- AH-64
- V-22
- C-17
- AH-1Z